# Lysianassa (Tochter des Polybos)
Lysianassa (altgriechisch Λυσιάνασσα Lysiánassa) ist in der griechischen Mythologie eine Tochter des sikyonischen Königs Polybos.
Sie heiratete den argivischen König Talaos, Sohn des Bias. Nach der Bibliotheke des Apollodor war dagegen Lysimache, die Tochter des Abas, Gemahlin des Talaos.